# Ian Garrison
Ian Garrison (Decatur, Georgia, 14 de abril de 1998) es un ciclista de los Estados Unidos. En 2016 se alzaría con el bronce en la prueba del Campeonato Mundial de Ciclismo en Ruta en Doha, Catar.

## Palmarés
2016
- 3.º en el Campeonato Mundial Contrarreloj Junior

2017
- 2.º en el Campeonato Panamericano Contrarreloj sub-23
- 1 etapa del Tour de Beauce

2019
- Campeonato de Estados Unidos Contrarreloj
- 2.º en el Campeonato Mundial Contrarreloj sub-23

## Resultados en Grandes Vueltas
| Carrera | Carrera         | 2017 | 2018 | 2019 | 2020  | 2021 | 2022 |
| ------- | --------------- | ---- | ---- | ---- | ----- | ---- | ---- |
|         | Giro de Italia  | —    | —    | —    | —     | —    | —    |
|         | Tour de Francia | —    | —    | —    | —     | —    | —    |
|         | Vuelta a España | —    | —    | —    | 127.º | —    | —    |

—: no participa

Ab.: abandono

## Equipos
- Hagens Berman Axeon (2017-2019)
  - Axeon Hagens Berman (2017)
  - Hagens Berman Axeon (2018-2019)
- Deceuninck-Quick Step[3] (2020-2021)
- L39ion of Los Angeles (2022)